# Marvin Panch
Marvin Panch (ur. 28 maja 1926 w Menomonie, zm. 31 grudnia 2015) – amerykański kierowca serii NASCAR.

## Starty w NASCAR
Karierę wyścigową rozpoczął w 1949 w Oakland w Kalifornii, gdzie pojawił się jako szef zespołu. Na kolejny wyścig jego kierowca nie przyjechał, dlatego Marvin Panch musiał go zastąpić. Udało mu się ukończyć wyścig na trzeciej pozycji. Jego pierwsze zwycięstwo miało miejsce czwartego lipca tego samego roku na torze Balboa Stadium w San Diego. W ciągu sześciu lat wygrał mistrzostwa i kilka wyścigów, wliczając w to pięć wyścigów Nascar na zachodnim wybrzeżu USA.
Jego pierwszy wyścig na wschodzie Stanów Zjednoczonych miał miejsce w 1953 roku na torze Darlington Raceway, gdzie dojechał na 28 pozycji. Bill France, Sr., szef serii NASCAR przekonywał go do startów na wschodzie kraju. Lee Petty przekonał go, aby w następnym roku znowu wystartował na Darlington. Panch zajął w wyścigu 3 miejsce jadąc Oldsmobilem wyporzyczonym od Toma Horbisona, który poprosił go, by pozostał na wschodzie i wystartował dla niego w całym sezonie w 1955 roku. Dobre wyniki zwróciły na niego uwagę Peta DePaolo, który w następnym roku zaproponował mu starty w samochodzie marki Ford. Nowy samochód umożliwił odniesienia pierwszego zwycięstwa na torze Montgomery Speedway po starcie z pierwszego pola.
W 1957 wygrał dwa wyścigi dla zespołu DePaola. Gdy w trakcie sezonu Ford wycofał swoje wsparcie techniczne, Marvin Panch przeszedł do zespołu Holman-Moody, gdzie odniósł trzecie w sezonie zwycięstwo. Zakończył sezon na drugim miejscu w klasyfikacji generalnej. Wycofanie się Forda mocno uderzyło w niego. W ciągu kolejnych trzech lat wystartował w sumie w 24 wyścigach. Jednak, w 1961 roku Smokey Yunick, mechanik wyścigowy zaproponował mu start w wyścigu Daytona 500 jedno-rocznym Pontiakiem. Panch przyjął propozycję. W wyścigu minął linię mety, jako pierwszy. tak zaczął się jego powrót do ścigania się w NASCAR w ciągu całego sezonu.
W trakcie sezonu przyjął propozycję startów od sponsorowanego przez Forda zespołu Wood Brothers Racing. Zakończył sezon z ośmioma zwycięstwami, a 30 z 69 wyścigów ukończył w pierwszej trójce. Pozostał w zespole do 27 marca 1966 roku, kiedy to zaczął się spór forda z NASCAR. W 1965 A.J. Foyt wystartował zwycięskim samochodem Pancha w wyścigu Atlanta 500 na torze Atlanta Motor Speedway. Wyścigu nie ukończył z powodu awarii przepustnicy, a sam wyścig wygrał Marvin Panch.
Następnie przeszedł do zespołu Lee Pettego, Petty Enterprises. Panch wygrał dla tego zespołu w wyścigu World 600 w 1966 roku. Było to jego ostatnie zwycięstwo w karierze. Koniec swoich startów ogłosił tego samego roku po październikowym wyścigu National 500 na torze Charlotte Motor Speedway.

## Podsumowanie startów w NASCAR
| Rok          | Pozycja | Punkty | Starty | Zwycięstwa | Top 5 | Top 10 | PP | Wygrana   |
| ------------ | ------- | ------ | ------ | ---------- | ----- | ------ | -- | --------- |
| 1951         | 36      | 371    | 3      | 0          | 1     | 2      | 0  | 1,075 $   |
| 1953         | 60      | 0      | 2      | 0          | 0     | 0      | 0  | 160 $     |
| 1954         | 17      | 1935   | 10     | 0          | 3     | 7      | 1  | 4,747 $   |
| 1955         | 14      | 2812   | 10     | 0          | 4     | 4      | 0  | 4,384 $   |
| 1956         | 10      | 4680   | 20     | 1          | 10    | 13     | 1  | 11,519 $  |
| 1957         | 2       | 9956   | 42     | 6          | 22    | 27     | 4  | 24,307 $  |
| 1958         | 18      | 3424   | 11     | 0          | 5     | 5      | 2  | 4,114 $   |
| 1959         | 66      | 0      | 4      | 0          | 0     | 0      | 0  | 1,050 $   |
| 1960         | 26      | 5268   | 11     | 0          | 0     | 1      | 0  | 3,225 $   |
| 1961         | 18      | 9392   | 9      | 1          | 3     | 6      | 1  | 30,478 $  |
| 1962         | 9       | 15138  | 17     | 0          | 5     | 8      | 0  | 26,746 $  |
| 1963         | 13      | 17156  | 12     | 1          | 9     | 12     | 2  | 39,102 $  |
| 1964         | 10      | 21480  | 31     | 3          | 18    | 21     | 5  | 34,836 $  |
| 1965         | 5       | 22798  | 20     | 4          | 12    | 14     | 5  | 64,026 $  |
| 1966         | 17      | 15308  | 14     | 1          | 4     | 6      | 0  | 38,431 $  |
| Podsumowanie | –       | 129718 | 216    | 17         | 96    | 126    | 21 | 288,200 $ |

## Nagrody
Marvin Panch został uznany w 1998 za jednego z 50 najlepszych kierowców NASCAR (NASCAR's 50 Greatest Drivers). W 1987 odznaczono go miejscem w National Motorsports Press Association Hall of Fame a w 2002 w West Coast Stock Car Hall of Fame.

## Życie prywatne
Jego druga żona, Bettie założyła Women’s Auxiliary of Motorsports.
Miał czwórkę dzieci, Pamelę i Marvanna z pierwszego małżeństwa z Hester Herrald oraz Marvett i nieżyjącego już Richarda z drugiego małżeństwa z Bettie Gong.